# Mercè Pons Ramis
Mercè Pons Ramis (Palma, 3 de maig de 1968) és una compositora, professora i divulgadora musical mallorquina.

## Biografia
És llicenciada pel Conservatori Superior de Música de les Illes Balears, màster en Tecnologies en la Composició de Bandes Sonores i Música per a Videojocs per la Universitat Complutense de Madrid, matrícula d'honor en composició pel Conservatori Superior de València i postgrau en Composició Avançada pel Conservatori Superior de Saragossa. També va obtenir els títols de piano i violoncel i va fer diversos cursos d'anàlisi musical, piano, composició, electroacústica i audiovisuals amb Cristóbal Halffter, Tomás Marco, Alejandro Román i José María Sánchez-Verdú, entre d'altres.
En una primera època, de 1994 a 2016, fou autora d'una trentena de composicions en diferents estils musicals amb un predomini formal i estilístic del món clàssic. En destaquen les obres simfòniques Contradiccions (2000), Expectatives (2009) i Percepcions (2013), així com les bandes sonores del curtmetratges Sombra de luna nueva (2012) i del documental Museu Diocesà de Mallorca Artviu (2016). Dintre d’un món més eclèctic destacaria Connexions Cromàtiques (2011), col·laboració amb Miquel Brunet en un estil més de fusió musical i jazzístic.
A partir de 2016 la seva obra fa un gir radical. Manté la forma musical tradicional però cercant sonoritats més delicades, contemplatives i espirituals, amb el mínim material musical possible i basades sobretot en el diatonisme, mantenint la versatilitat en gèneres i camps prèviament treballats.
Les seves composicions han estat interpretades en escenaris estatals i internacionals (Berlín, Londres, Canes i Odessa), interpretades per conjunts com l'Orquestra Simfònica de les Illes Balears, Orquestra Filharmònica de Niça, Studium Aureum i dirigides per directors com José Luis Temes, Philippe Bender, Salvador Brotons, Pablo Mielgo, Sébastien Billard i Carles Ponseti.
Ha impartit classes en el Conservatori de les Illes Balears (Professional i Superior) de 1996 a 2013. En el pla més divulgatiu ha donat conferències, ponències i concerts comentats, destacant els oferts amb l'Orquestra Simfònica de les Illes Balears entre 2008 i 2012 i amb Studium Aureum des de 2012. A més ha participat com a jurat en concursos de piano, ha col·laborat amb galeries d'art i ha elaborat els programes de mà de diverses organitzacions musicals, com els de la mateixa Simfònica la temporada 2011-12. El 2006 va crear el Gabinet de Comprensió Musical Gacomus, on duu a terme tasques formatives i divulgatives.

## Obres (selecció)

### Obra vocal
- Pacem, per a cor a cappella (2016)

### Obres vocals i instrumentals
- O Oriens (2018; rev. 2019), per a tres sopranos solistes, cor, piano i quartet de corda
- Più non si trovano (2021), nocturn per a soprano, mezzo-soprano, baix i tres corni di bassetto
- Thálamos (2021), cantata per a soprano i tenor, cor i orquestra de cambra. Text de Víctor Gayà Porcel[5][6]
- Fantasia sobre l'Atlàntida (2023), per a narrador, cor i orquestra. Basada en l’obra homònima de Jacint Verdaguer

### Obres instrumentals
Per a gran orquestra
- Contradiccions (2000)
- Expectatives (2009)
- Percepcions (2013)[7]
- Revelacions (2023)[8][9]

Per a petit conjunt (ensemble)
- Connexions Cromàtiques (2011), junt amb Miquel Brunet[10]

Per solista i cambra
- Pacem (2016), per a quartet de corda
- Rèquiem (2018), per a quartet de corda i lectura dramatitzada (2018). Text de Víctor Gayà[11][12]
- Somieig (2017) i Dissolucions (2020), per a violoncel i piano
- Somieig (2017) y Tres divinitats romanes (2019), per a violí i piano
- Transformacions (2021), per a flauta i piano
- Sincronies a Son Mir (2018) (rev. 2019), per a violí, viola i piano
- Gratitud (2016), per a piano
- El nostre Vals (2018), per a piano

### Audiovisuals
- Sombra de luna nueva (2012), curtmetratge de Margalida Martorell[13]
- Museu Diocesà de Mallorca Artviu (2016), documental